# بلوغانو

بلوغانو هي بلدة فرنسية تقع في بروتاني شمال غرب فرنسا.